# OR2J2
OR2J2 (англ. Olfactory receptor family 2 subfamily J member 2) – білок, який кодується однойменним геном, розташованим у людей на короткому плечі 6-ї хромосоми. Довжина поліпептидного ланцюга білка становить 312 амінокислот, а молекулярна маса — 35 204.
| 10         |  | 20         |  | 30         |  | 40         |  | 50         |
| ---------- |  | ---------- |  | ---------- |  | ---------- |  | ---------- |
| MMIKKNASSE |  | DFFILLGFSN |  | WPQLEVVLFV |  | VILIFYLMTL |  | TGNLFIIILS |
| YVDSHLHTPM |  | YFFLSNLSFL |  | DLCHTTSSIP |  | QLLVNLRGPE |  | KTISYAGCMV |
| QLYFVLALGI |  | AECVLLVVMS |  | YDRYVAVCRP |  | LHYTVLMHPR |  | FCHLLAAASW |
| VIGFTISALH |  | SSFTFWVPLC |  | GHRLVDHFFC |  | EVPALLRLSC |  | VDTHANELTL |
| MVMSSIFVLI |  | PLILILTAYG |  | AIARAVLSMQ |  | STTGLQKVFR |  | TCGAHLMVVS |
| LFFIPVMCMY |  | LQPPSENSPD |  | QGKFIALFYT |  | VVTPSLNPLI |  | YTLRNKHVKG |
| AAKRLLGWEW |  | GK         |  |            |  |            |  |            |

A: Аланін

C: Цистеїн

D: Аспарагінова кислота

E: Глутамінова кислота

F: Фенілаланін

G: Гліцин

H: Гістидин

I: Ізолейцин

K: Лізин

L: Лейцин

M: Метіонін

N: Аспарагін

P: Пролін

Q: Глутамін

R: Аргінін

S: Серин

T: Треонін

V: Валін

W: Триптофан

Кодований геном білок за функціями належить до рецепторів, g-білокспряжених рецепторів, білків внутрішньоклітинного сигналінгу. 
Локалізований у клітинній мембрані.